# Dimorphorchis rohaniana
Dimorphorchis rohaniana là một loài thực vật có hoa trong họ Lan. Loài này được (Rchb.f.) P.J.Cribb mô tả khoa học đầu tiên năm 2008.